# Мста
Мста (рос. Мста) — річка у Тверській та Новгородській областях Росії.
Довжина — 445 км, площа басейну — 23 300 км². Середня витрата води за 40 кілометрів від гирла — 202 м³/сек. Належить до басейну Балтійського моря.
Назва (д.-рус. Мъста) походить від приб.-фін. musta («чорна»).
Мста бере початок з озера Мстино (Тверська область) i впадає в озеро Ільмень (Новгородська область) з північного боку озера, неподалік від витоку Волхова, утворюючи на Приільменській низовині велику заболочену дельту.
Найбільші притоки: Березайка, Перетна, Волма (ліві); Біла, Мда (праві).
На Мсті розташовано безліч населених пунктів. Найбільші із них: місто Боровичі, смт. Любитіно, Опеченський Посад, Топорок, Новоселиці, Бронниця.
У верхів'ї русло Мсти досить звивисте, шириною 40—50 метрів, нижче — збільшується до 70—80 метрів. У середній течії, між Опеченським Посадом та Боровичами річка долає досить серйозні для середньої смуги Росії Боровицькі пороги, які в давнину являли собою велику перешкоду для кораблів, а зараз дуже популярні у водних туристів. На тридцятикілометровій ділянці падіння річки становить 70 метрів, що складає більше половини загальної його величини. Найбільші пороги — Малий, Великий, Рівненський (Сходи), Егла, Углінський.

## Пам'ятки природи
За 6 км нижче Опеченського Посаду (за 20 км вище Боровичів) під Мсту впадає підземна річка Понеретка.